# Opel Manta
La Manta è un'autovettura coupé prodotta dalla casa automobilistica tedesca Opel tra il 1970 e il 1988, in due serie.

## Manta A (1970-1975)

### Le origini
A metà degli anni '60, con il lancio della Kadett B, i vertici Opel si resero conto quasi subito di quanto stesse cambiando la gamma modelli in rapporto alle esigenze del mercato. Specialmente dopo l'introduzione della Rekord C, più moderna e ambiziosa rispetto alle serie precedenti, fra quest'ultima e la stessa Kadett B si venne a formare un vuoto all'interno del quale avrebbe potuto essere inserito un nuovo modello intermedio, adatto a chi cercava una berlina più spaziosa e prestante della Kadett B, ma meno costosa della Rekord C. Per questo venne imbastito un progetto da sviluppare in tempi ridotti, in modo da colmare al più presto tale lacuna, e dal quale trarrà origine la futura Ascona A. Nelle intenzioni dei vertici Opel, questa nuova vettura avrebbe dovuto essere proposta sia come berlina che come giardinetta e coupé, sulla falsariga di Kadett e Rekord. La versione coupé, in particolare, fu voluta anche per contrastare la futura coupé di Casa Ford, da sempre la principale rivale della Opel. Infatti la Casa di Colonia stava per immettere nel mercato la Ford Capri, una coupé destinata a riscuotere un gran successo di vendite. Anche per questo, quindi, una coupé di fascia media divenne d'obbligo per la Casa di Rüsselsheim e per accentuare maggiormente la personalità della futura coupé Opel, si scelse di agire diversamente dalle altre coupé Opel presenti a listino in quel momento, e di dare un nome specifico alla nuova sportiva della Casa del fulmine. Non solo, ma tale diversificazione passò anche attraverso un frontale ridisegnato in chiave più sportiva, comunque differente rispetto all'Ascona. Incaricato di dare immediata risposta all'offerta commerciale della casa concorrente, il Centro stile Opel concentrò la propria attività sulle caratteristiche della nuova coupé di fascia media, ovvero abitabilità per 4 persone (a differenza della contemporanea Opel GT che era una coupé a due posti secchi), linea aggressiva e prestazioni in linea con quelle della rivale, ma con prezzo competitivo nei confronti dei più sportivi coupé di pari cilindrata prodotti in Italia, come Alfa Romeo Giulia GT, Fiat 124 Sport e Lancia Fulvia Coupé.
Per velocizzare l'operazione i designer incaricati, Erhard Schnell e George Gallion, rispolverarono un loro precedente progetto realizzato per la "Kadett B Coupé", scartato in quanto ritenuto troppo costoso per quella categoria di vettura. La sagoma laterale, che si rifaceva alle scuole stilistiche francese e italiana, venne allungata nella parte anteriore per dare più imponenza e in sole quattro settimane la maquette era pronta e fu subito approvata.
Fu così che irritualmente, come nel caso della "Giulietta Sprint", anche la Casa di Rüsselsheim decise di presentare prima al pubblico il nuovo modello nella versione coupé, il 25 settembre 1970, rispetto alla versione berlina da cui derivava, presentata il successivo 28 ottobre.

### La vettura
Caratterizzata da una configurazione del tipo coupé a tre volumi, la Manta A sfoggiava una linea sinuosa, chiaramente imparentata con la prima generazione della berlina Ascona, ma dalla quale differiva per il tetto più basso e per il lunotto fluidamente raccordato con il tetto stesso e con la coda, in modo da ottenere una parte posteriore molto più slanciata e scattante, la cui impronta sportiva veniva sottolineata dalla coda tronca, atta a scaricare rapidamente i flussi aerodinamici. Nel complesso, osservando la linea che, partendo dall'estremità del cofano anteriore, percorreva parabrezza, tetto e lunotto per terminare all'estremità della coda, viene rievocata proprio la sinuosità tipica della manta, l'affascinante animale marino da cui la vettura prese il nome. Ma è anche interessante notare come il nome "sting-ray", che in inglese identifica la razza fosse stato già associato alla Chevrolet Corvette di seconda generazione, da cui sembra voler derivare una sorta di continuità fra i due modelli, almeno per quanto riguardava le denominazioni. Ma le differenze non stavano solo nell'impostazione generale della carrozzeria: il frontale, per esempio, si distaccava nettamente da quello dell'Ascona grazie al suo aggressivo disegno a quattro fari tondi, come anche nella coda, le cui doppie luci circolari, costituivano un elemento di family feeling con la contemporanea GT e richiamavano alla mente le luci di coda della Corvette C3, in produzione in quel periodo

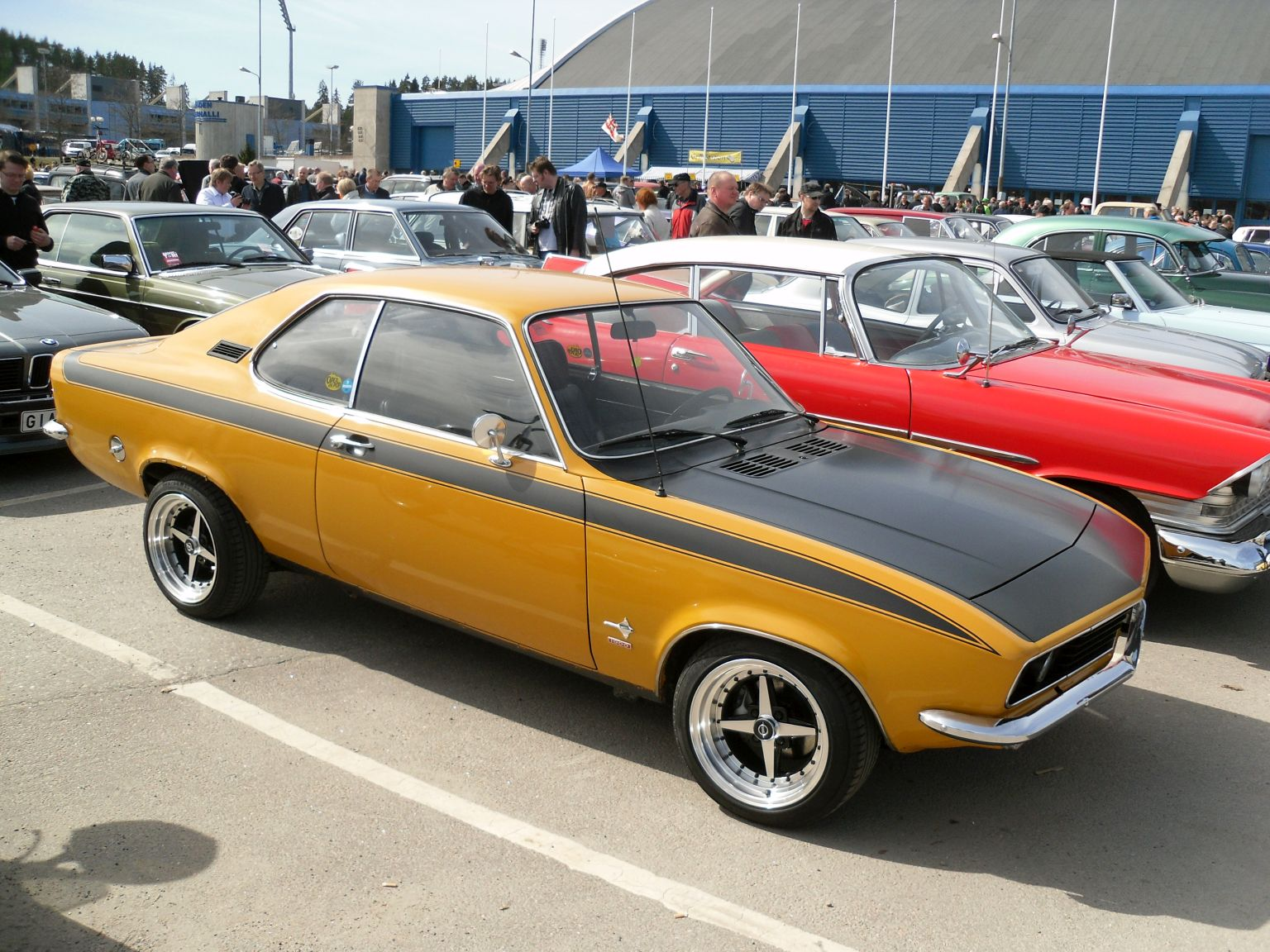
Una Opel Manta A SR

Sul piano tecnico, la Manta A era caratterizzata da un'architettura meccanica di tipo tradizionale, che in quegli anni prevedeva motore anteriore longitudinale e trazione posteriore, montati su una struttura a scocca portante. I propulsori erano motori a quattro cilindri in linea, in parte già collaudati su altri modelli e con albero a camme in testa e alimentazione a carburatore. Al suo lancio, le motorizzazioni disponibili erano tre:
- 1.6: motore 16N da 1584 cm³ con potenza massima di 68 CV;
- 1.6 S: motore 16S da 1584 cm³ con potenza massima di 80 CV;
- 1.9 S: motore 19S da 1897 cm³ con potenza massima di 90 CV.

Indipendentemente dalla motorizzazione, il cambio era del tipo manuale a 4 marce con frizione monodisco a secco, ma a richiesta si poteva optare per un cambio automatico a 3 rapporti con convertitore di coppia. L'impianto frenante era di tipo misto con servofreno a depressione, mentre per il comparto sospensioni, l'avantreno era del tipo a ruote indipendenti con trapezi oscillanti, mentre il retrotreno era ad assale rigido con bracci longitudinali di spinta e barra Panhard. Su entrambi gli assi erano presenti barre antirollio, molle elicoidali ed ammortizzatori idraulici telescopici.
Gli allestimenti previsti al debutto variavano a seconda del mercato cui le vettura veniva destinata, così, ad esempio, nell'allora Repubblica Federale Tedesca gli allestimenti previsti erano tre: oltre allo scarno allestimento base (con motore 1.6 da 60 o 68 CV), erano previsti l'allestimento L (con gli stessi motori della versione base, ma con in più cromature esterne, migliori rivestimenti dei sedili, copriruota decorati e rostri ai paraurti) e l'allestimento SR (con motore 1.6 da 80 CV o 1.9 da 90 CV, cofano motore nero opaco, strip adesive laterali nere, cerchi specifici, strumentazione supplementare). Nel mercato italiano erano disponibili 2 allestimenti (S e SR) e le stesse motorizzazioni del mercato tedesco, tranne il 1.6 da 68 CV. Nel 1971 la rivista Quattroruote provò su strada la Manta 1600 SR con motore 1.6 da 80 CV, nel corso del test la vettura fece registrare una velocità massima di 165 km/h (dichiarati 170 km/h) con un tempo di accelerazione sul km da fermo pari a 33,8 sec, prestazioni quindi non propriamente sportive ma sicuramente adatte ad un coupé pensato soprattutto per la famiglia.

### Evoluzione

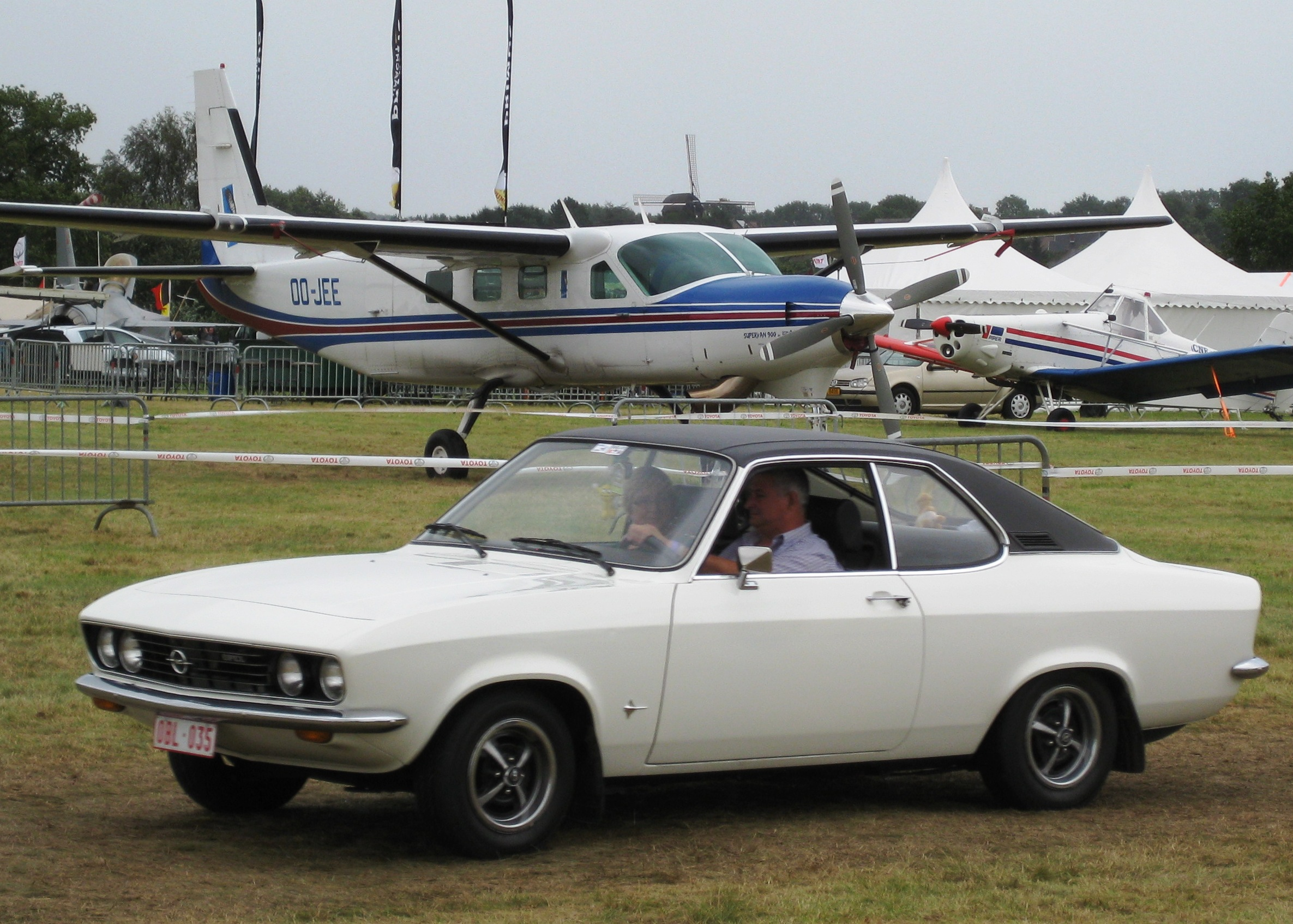
Una Opel Manta A con tetto in vinile

Il primo aggiornamento nella carriera commerciale della Manta A si ebbe nel maggio 1971, quando il motore di punta da 1.9 litri divenne disponibile anche in abbinamento agli allestimenti base ed L. Nel marzo dell'anno seguente la gamma si ampliò verso il basso con l'arrivo di una motorizzazione da 1,2 litri con potenza massima di 60 CV e disponibile solo negli allestimenti base ed L. Nel corso dello stesso anno vennero invece lanciate due allestimenti speciali, denominati rispettivamente Holiday e Berlinetta, quest'ultima disponibile con motore 1.6 S da 80 CV o con il 1.9 S da 90 CV e finiture più ricche (interni in velluto, inserti in finto legno su plancia e pannelli porta, tetto rivestito in vinile).

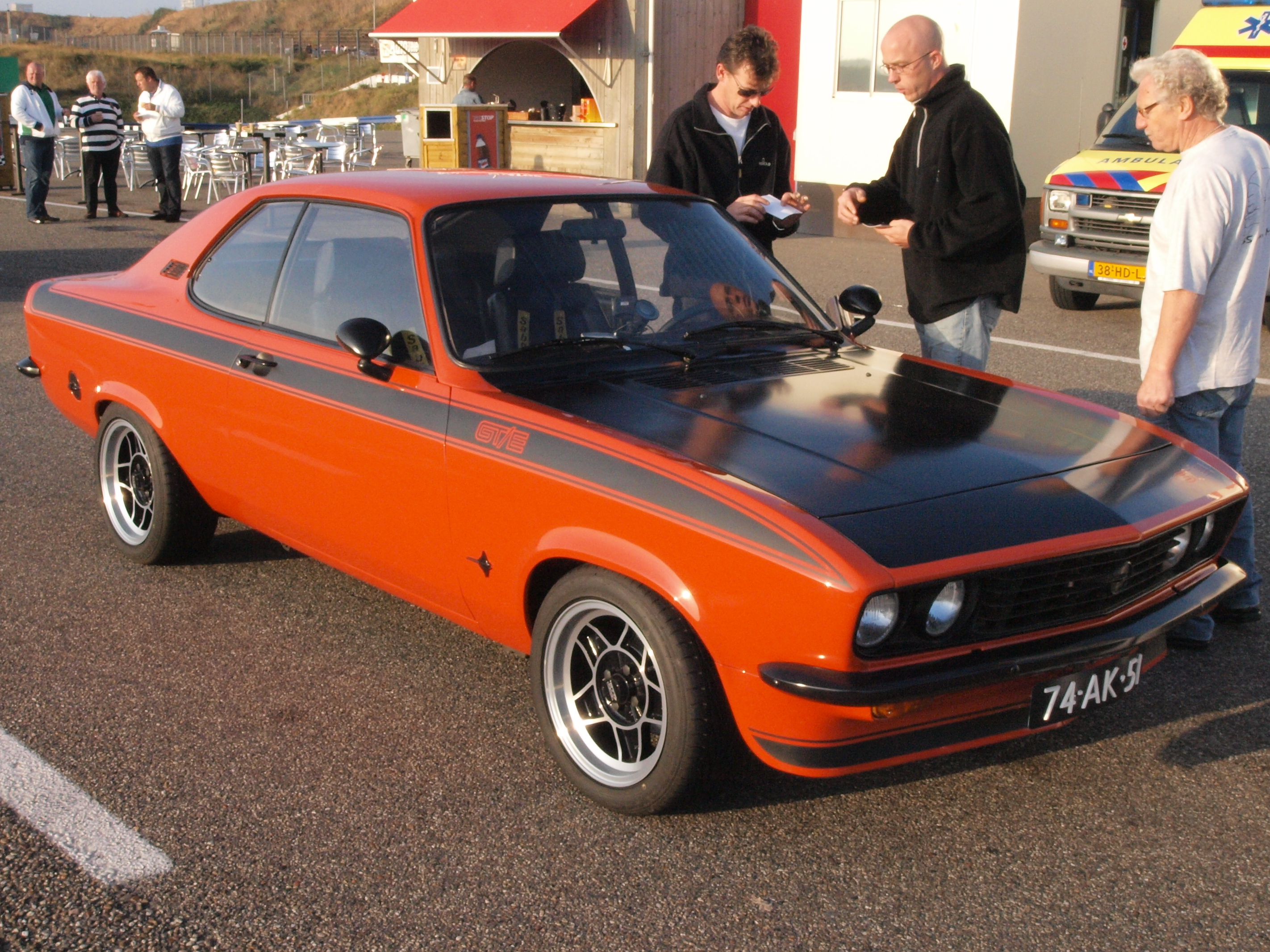
Una Opel Manta A GT/E

Nel maggio del 1973 il motore 1.2 venne tolto temporaneamente dal listino a causa delle scarse richieste per tale motorizzazione: verrà reintrodotta un anno dopo a causa del calo di riscontri verificatosi con l'arrivo della crisi petrolifera. Nel frattempo, all'estremità opposta della gamma, venne lanciata la Manta GT/E, spinta da una versione a iniezione da 105 CV del 4 cilindri di 1,9 litri. Esteticamente la GT/E si distingueva dalle SR per lo spoiler anteriore, i paraurti neri e differenti strip laterali. Un altro effetto della crisi petrolifera nella gamma della Manta A si ebbe all'inizio del gennaio 1975, quando tutti i motori tranne il 1.2 e il 1.9 ad iniezione subirono un leggero decremento di potenza. Fu l'ultimo aggiornamento degno di nota per la gamma della coupé tedesca: nel mese di luglio dello stesso anno, la produzione cessò per fare posto alla nuova generazione.
La Manta A, benché bene accolta dal pubblico europeo (molto meno bene da quello statunitense, dove la Manta fu venduta con il nome di 1900 Sport Coupé), non riuscirà a scalzare la rivale Capri, offerta in un numero di varianti superiore (5 allestimenti e motori a 4 o 6 cilindri con cilindrate da 1,3 a 3 litri e potenze da 59 a 150 CV). In totale furono 498.553 gli esemplari prodotti, di cui 175.454 destinati agli USA.

### Versioni speciali
Son esistite, però, anche delle versioni speciali di Manta A, realizzate per chi voleva prestazioni decisamente migliori da una Manta. Tali versioni vennero commercializzate tra il 1972 ed il 1975, in non molti esemplari:

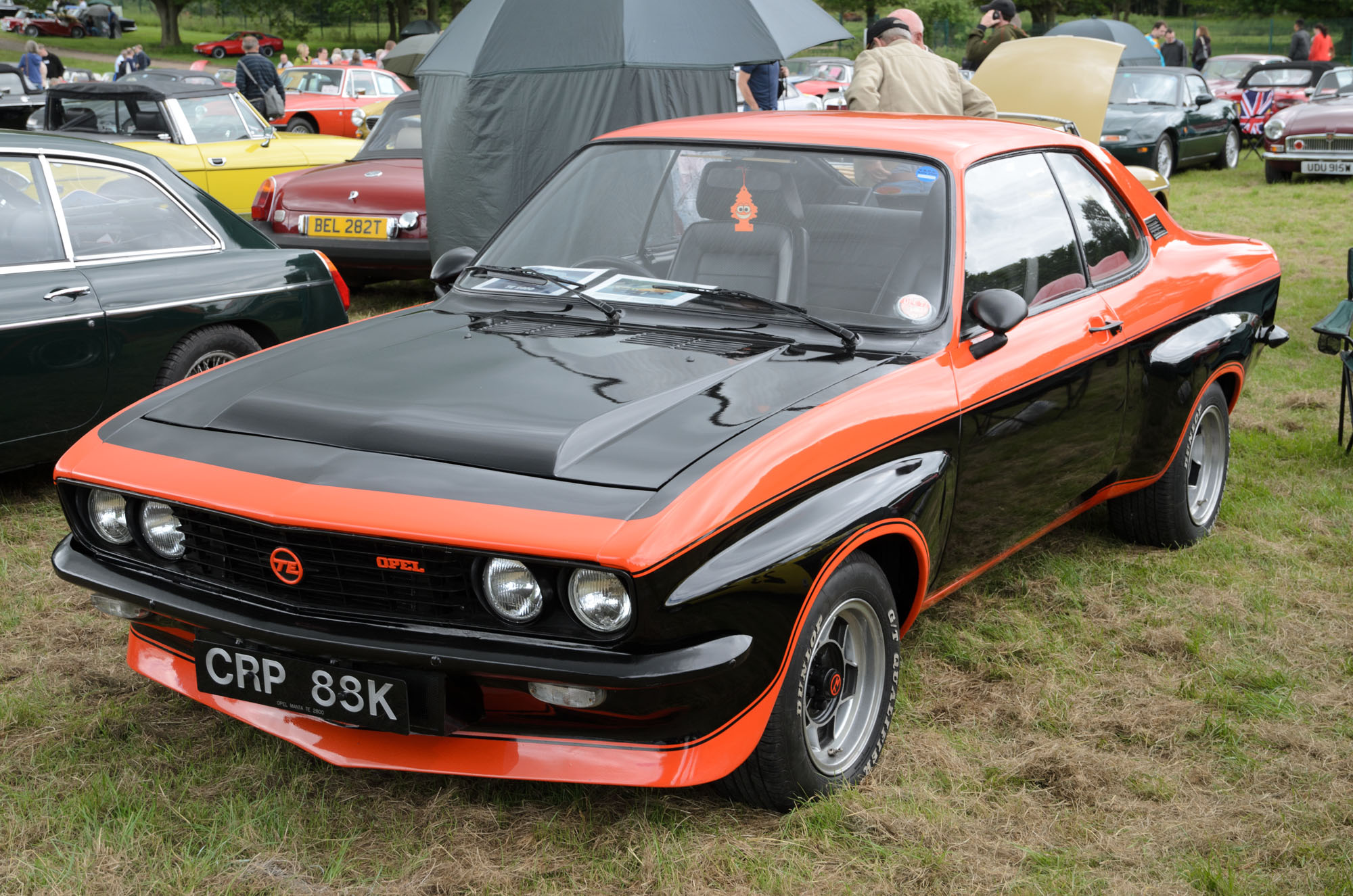
Una Opel Manta A TE 2800

- Manta A Conrero: nell'autunno 1972 furono rese disponibili sul mercato italiano cassette di trasformazione dovute a Virgilio Conrero, le quali portavano la potenza del motore 1.9 a 125 CV DIN, per una velocità massima di 200 chilometri orari, con un prezzo che partiva da Lit.2.070.000 IGE compresa più montaggio, secondo l'allestimento, in modo da essere così l'auto da 200 chilometri orari meno cara del mercato italiano in quel momento.
- Turbomanta: prodotta in 33 esemplari, è la più rara delle versioni speciali. Basata sulla Manta 1.9 SR, venne elaborata da un preparatore inglese, la Broadspeed, che montò un turbocompressore accoppiato al motore originale, opportunamente adattato (per esempio, abbassando il rapporto di compressione). Il risultato fu un propulsore in grado di erogare una potenza massima compresa tra i 140 ed i 156  CV. La velocità massima era di oltre 200 km/h, con un'accelerazione da 0 a 100  km/h in 7,6 secondi. Dopo i primi 5 esemplari consegnati alla Opel, furono preparati altri 28 esemplari unicamente per il mercato inglese, ma la Opel non fu intenzionata a produrre ufficialmente una versione sovralimentata della Manta. Ci fu però almeno un esemplare di Manta Turbo, accreditato di 125 CV presente presso lo stand Opel in Saloni dell'automobile autunnali nel 1973, senza seguito produttivo, e ci furono esemplari venduti al pubblico di Manta 1.9 con turbocompressore e 156 CV DIN per 215 chilometri orari realizzati per iniziativa dei concessionari britannici Opel nel 1975.
- Manta TE 2800: anch'essa rara già all'epoca (79 esemplari realizzati), è una Manta A dotata del 6 cilindri da 2,8 litri che equipaggiava vetture come la Commodore e le ammiraglie Diplomat ed Admiral. La Manta TE 2800 fu opera di un preparatore belga, la Transeurop Engineering, la cui sigla era, appunto, TE. Il lavoro non consistette semplicemente in un trapianto di motore, in quanto numerose altre componenti dovettero essere sostituite ed adattate, tra cui il cambio, il radiatore, il retrotreno, il cofano motore ed il frontale. Per questi pesanti adattamenti, il preparatore belga si avvalse della preziosa collaborazione con Steinmetz, un preparatore tedesco, oggigiorno legato al tuning su autovetture Opel. Alla fine, con un motore in grado di erogare 142 CV nella sua configurazione originale, la Manta TE2800 poté raggiungere una velocità massima di 207 km/h, accelerando da 0 a 100 km/h in 7,9 secondi.

### Caratteristiche tecniche
| Opel Manta A                                             |        |                |                                           |                |               |                    |              |                     |                    |                    |                    |                           |
| Modello                                                  | Motore | Cilindrata cm³ | Alimentazione                             | Potenza CV/rpm | Coppia Nm/rpm | Massa a vuoto (kg) | Velocità max | Acceler. 0–100 km/h | Consumo (l/100 km) | Anni di produzione | Esemplari prodotti | Prezzo al debutto (in DM) |
| Manta 1.2 S                                              | 12S    | 1196           | Carburatore Solex 35 PDSI                 | 60/5400        | 90/ 2600-3400 | 880                | 145          | 18"                 | 7,9                | 03/1972-07/19751   | 35.399             | 8.530                     |
| Manta 1.6                                                | 16N    | 1584           | Carburatore Solex 35 PDSI                 | 60/5000        | 110/3400      | 945                | 150          | 18"5                | 12                 | 01/1975-07/1975    | 41.569             | 11.340                    |
| Manta 1.6                                                | 16N    | 1584           | Carburatore Solex 35 PDSI                 | 68/5200        | 105/3200      | 945                | 154          | 17"                 | 12                 | 09/1970-12/1974    | 41.569             | 7.955                     |
| Manta 1.6 S                                              | 16S    | 1584           | Carburatore doppio corpo Solex 32 DIDTA-4 | 75/5000        | 117/3800      | 960                | 160          | 15"                 | 12                 | 01/1975-07/1975    | 109.322            | 12.275                    |
| Manta 1.6 S                                              | 16S    | 1584           | Carburatore doppio corpo Solex 32 DIDTA-4 | 80/5200        | 120/3800      | 960                | 164          | 14"                 | 12                 | 09/1970-12/1974    | 109.322            | 8.410                     |
| Manta 1.9 S                                              | 19S    | 1897           | Carburatore doppio corpo Solex 32 DIDTA-4 | 88/4800        | 145/3600      | 960                | 170          | 13"                 | 12,5               | 01/1975-07/1975    | 300.002            | 13.300                    |
| Manta 1.9 S                                              | 19S    | 1897           | Carburatore doppio corpo Solex 32 DIDTA-4 | 90/5200        | 120/3800      | 960                | 170          | 13"                 | 12,5               | 09/1970-12/1974    | 300.002            | 9.140                     |
| Manta 1.9 GT/E                                           | 19E    | 1897           | Iniezione elettronica Bosch L-Jetronic    | 105/5400       | 152/4200      | 980                | 185          | 11"5                | 12,5               | 03/1974-07/1975    | 12.261             | 12.530                    |
| Note: 1Non prodotta fra il maggio 1973 ed il maggio 1974 |        |                |                                           |                |               |                    |              |                     |                    |                    |                    |                           |

## Manta B (1975-1988)

### Caratteristiche dellaManta B
La seconda generazione della Manta venne svelata nell'agosto del 1975 assieme alla corrispondente seconda generazione dell'Ascona, con la quale condivise la base meccanica, anche se quest'ultima risultava essere un'evoluzione del pianale delle precedenti Ascona e Manta e pertanto poche furono le differenze, dal punto di vista tecnico, fra l'una e l'altra Manta. Vale la pena ricordare che dal punto di vista strutturale vennero compiuti grandi passi in avanti sul fronte della sicurezza: il montante centrale, ad esempio, venne riprogettato e irrobustito notevolmente in modo da farne un vero e proprio roll-bar che in caso di ribaltamento avrebbe protetto l'incolumità degli occupanti. La struttura a scocca portante venne comunque irrigidita in generale. Inoltre, nonostante non si trattasse di una sportiva vera e propria, della Manta B venne abbassato notevolmente il baricentro. Anche la gamma motori, al debutto del nuovo modello, ricalcava quella della Manta A al momento della sua uscita di produzione ed era composta quindi dalle seguenti varianti:
- 1.2 S, motore 12S da 1196 cm³ con potenza massima di 60 CV;
- 1.6, motore 16N da 1584 cm³ con potenza massima di 60 CV;
- 1.6 S, motore 16S da 1584 cm³ con potenza massima di 75 CV;
- 1.9 S, motore 19S da 1897 cm³ con potenza massima di 90 CV;
- 1.9 GT/E, motore 19E da 1897 cm³ con potenza massima di 105 CV.

Vale la pena ricordare che la motorizzazione di punta era sempre l'unica a montare l'alimentazione ad iniezione, mentre è da notare il ripristino del motore 1.9 S alla potenza di 90 CV (negli ultimi mesi di carriera della Manta A era stato depotenziato ad 88 CV). Il cambio utilizzato continuava ad essere sempre del tipo manuale a 4 marce su tutta la gamma.
Se dal punto di vista tecnico le novità erano pochissime, a livello estetico la vettura venne rivoluzionata: non più coupé fastback, ma coupé a 3 volumi con linee, in generale, più moderne ma anche meno dinamiche. Unica eccezione poteva essere il frontale privo di calandra, se si eccettuano due piccole feritoie, quindi abbastanza particolare, ma derivato comunque da quello della Vauxhall Cavalier, cioè l'Ascona B per il mercato inglese. I gruppi ottici anteriori divennero più grandi e di forma trapezoidale, mentre quelli posteriori persero la vecchia configurazione a doppi fari circolari per assumere anch'essi un disegno trapezoidale, ma di forma più allungata e a sviluppo orizzontale. Nel complesso, il corpo vettura si allungava di 11 cm, mentre la misura del passo cresceva di 9 cm e queste furono forse altre fra le poche novità interessanti sul piano tecnico e in questo caso anche sul piano dell'abitabilità interna e del comfort, due aspetti in cui la vettura risultò sensibilmente migliorata rispetto a quello della precedente Manta. Anche la capacità del serbatoio carburante aumentò, passando da 46 a 50 litri. Il posto guida e la strumentazione, poco sportivi ma molto razionali, vennero ripresi direttamente dalla berlina Ascona B.
I livelli di allestimento previsti al debutto della Manta B furono cinque, anch'essi corrispondenti a quelli previsti per le Manta A nell'ultima fase della sua commercializzazione: oltre alla scarna versione base vennero previsti infatti anche la versione L, la versione Berlinetta, la SR e la GT/E.

### Evoluzione

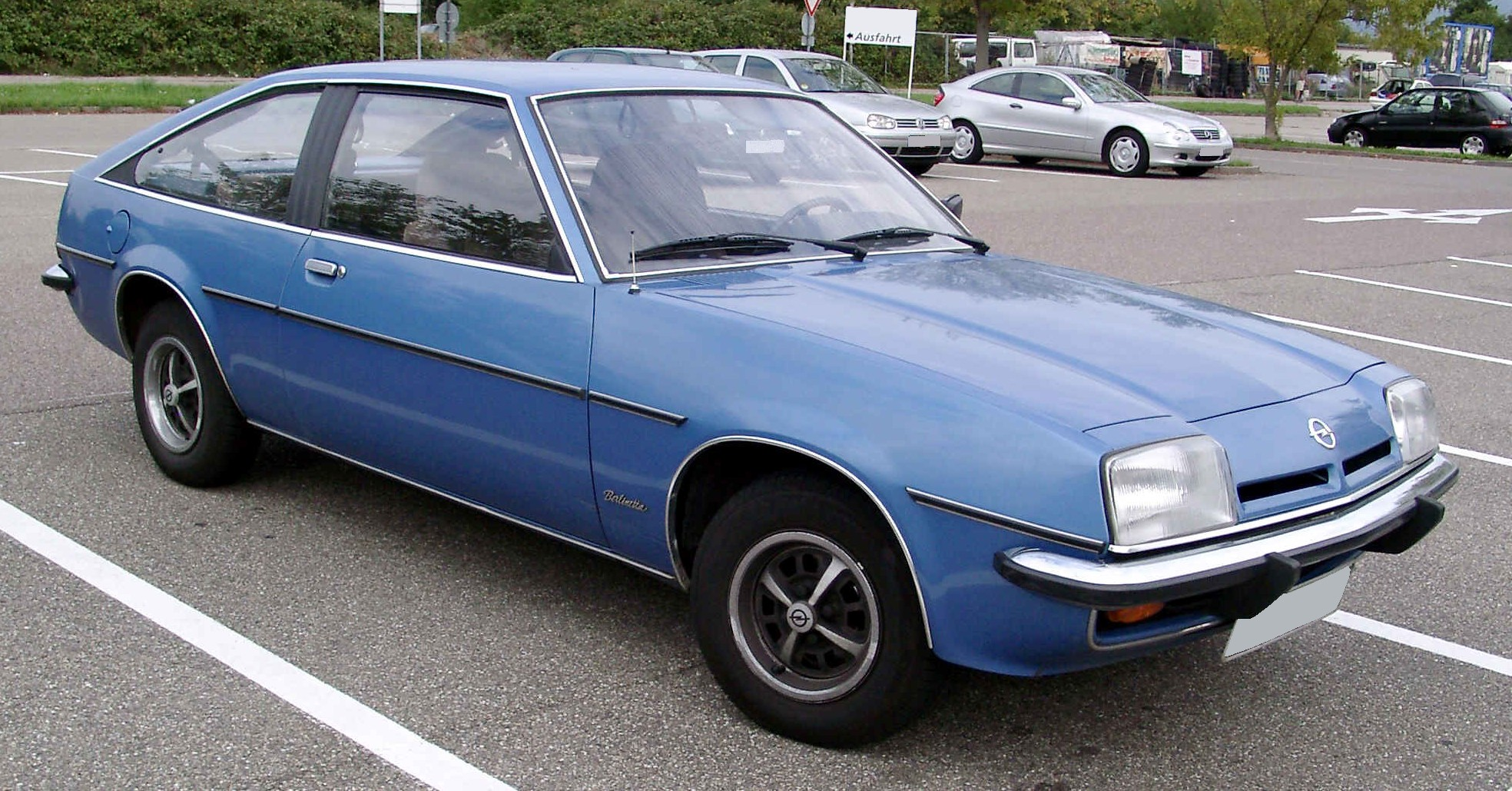
Una Opel Manta CC, versione con portellone lanciata nell'autunno del 1978

La Manta B vanta il record di essere stata la Opel con la più lunga carriera commerciale, essendo stata presente in listino per ben 13 anni, e quindi anche durante la commercializzazione dell'Ascona C, tecnicamente differente dalle prime due generazioni. Il primo step evolutivo nella gamma della Manta B si ebbe nell'agosto del 1976, quando il motore 1.6 da 75 CV venne sostituito da una variante depotenziata del già noto 1.9 a carburatore, e che in questa sua nuova veste erogava 75 CV come l'unità motrice uscente. Inoltre, la gamma venne estesa verso il basso con l'arrivo di un fiacco 1.2 da appena 55 CV. Pochi mesi dopo, all'inizio del 1977, vi furono aggiornamenti tecnici riguardanti la rapportatura del cambio a 4 marce. Nell'agosto dello stesso anno, il 1.9 ad iniezione venne sostituito dal 2 litri, sempre ad iniezione, ma con potenza salita a 110 CV. Si tratta dello stesso motore utilizzato anche nella Kadett C GT/E, utilizzata con successo anche nelle competizioni. Tale motore, disponibile inizialmente solo nella Manta GT/E, dopo pochi mesi (a partire da ottobre) fu esteso anche all'allestimento Berlinetta. Contemporaneamente all'introduzione del 2 litri da 110 CV, ne venne proposta anche una seconda versione, ma alimentata a carburatore e con potenza massima di 100 CV. Nel maggio del 1978, altro aggiornamento nella zona alta della gamma: il 1.9 a carburatore da 90 CV fu sostituito da una terza versione del già citato 2 litri, motore che in questo caso erogava fino 90 CV come il 1.9 uscente. Cinque mesi dopo, nel mese di ottobre, venne lanciata una nuova variante di carrozzeria, una sorta di coupé-fastback a due volumi con portellone. Commercializzata come Manta CC, fu disponibile fin da subito nelle stesse motorizzazioni della normale Manta a tre volumi. Questa variante otterrà un buon successo solo sul mercato inglese. All'inizio del 1979, altra novità nella gamma motori: le due unità da 1,2 litri vennero sostituite in blocco da un nuovo 1.3 monoalbero in testa della potenza di 75 CV. Ad agosto, un lieve restyling (paraurti in plastica nera anziché in acciaio, fasce paracolpi laterali in gomma nera) interessò sia la versione a 3 volumi che la CC.

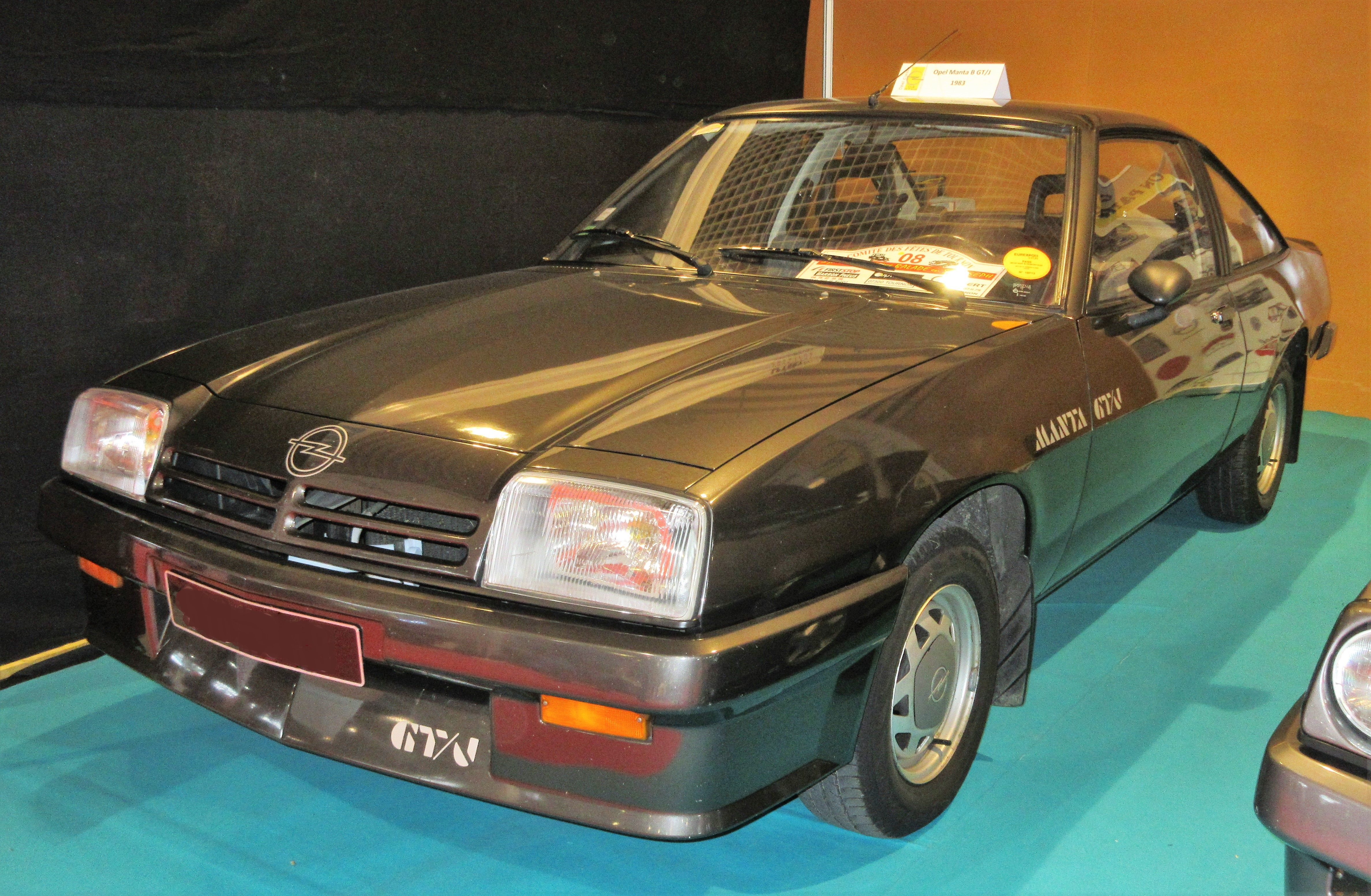
Una Manta GT/J

Il nuovo decennio si aprì con l'arrivo dell'allestimento GT/J, derivato dalla versione GT/E, ma disponibile in abbinamento con la nuova motorizzazione 1.3 da 75 CV (che andò a sostituire il ben più impegnativo 1.9 di pari potenza) o con il 2 litri a carburatore. Inoltre, gli altri allestimenti vennero resi più ricchi e completi. All'inizio del 1981, venne cancellato l'allestimento di base, sostituito dall'allestimento GT/J, che fino a quel momento non era ancora entrato a far parte integrante della gamma Manta, ma era stato considerato solo come una versione speciale. Nel 1981, in collaborazione col preparatore Irmscher venne lanciata la Manta 400 (solo coupé a 3 volumi), con motore da 2,4 litri preparato dalla Irmscher e destinata inizialmente alla sola attività agonistica. Tornando all'evoluzione della gamma di serie, il 2 litri da 90 CV scomparve dai listini alla fine del 1981.
Nel marzo del 1982 un restyling più deciso (nuovi paraurti integrali in tinta, nuova mascherina anteriore, interni rivisti) accompagnò l'introduzione di due novità: il cambio manuale a 5 marce fra gli accessori a richiesta e il motore monoalbero in testa e testata in alluminio da 1798 cm³ di cilindrata, per una potenza massima di 90 CV. Tale motore andò di fatto a sostituire il vecchio 2 litri di pari potenza scomparso dal listino alla fine dell'anno precedente. In pratica, l'introduzione della Ascona C non comportò la nascita di una vera e propria nuova serie di Manta, ma un semplice restyling: in questa configurazione, la coupé della Opel è spesso nota come Manta B2, mentre la versione pre-restyling viene spesso indicata come Manta B1. A questo punto, la nuova gamma risultò così configurata:
- 1.3 S da 1297 cm³ con potenza massima di 75 CV;
- 1.8 S da 1798 cm³ con potenza massima di 90 CV;
- 2.0 S da 1979 cm³ con potenza massima di 100 CV;
- 2.0 E da 1979 cm³ con potenza massima di 110 CV.

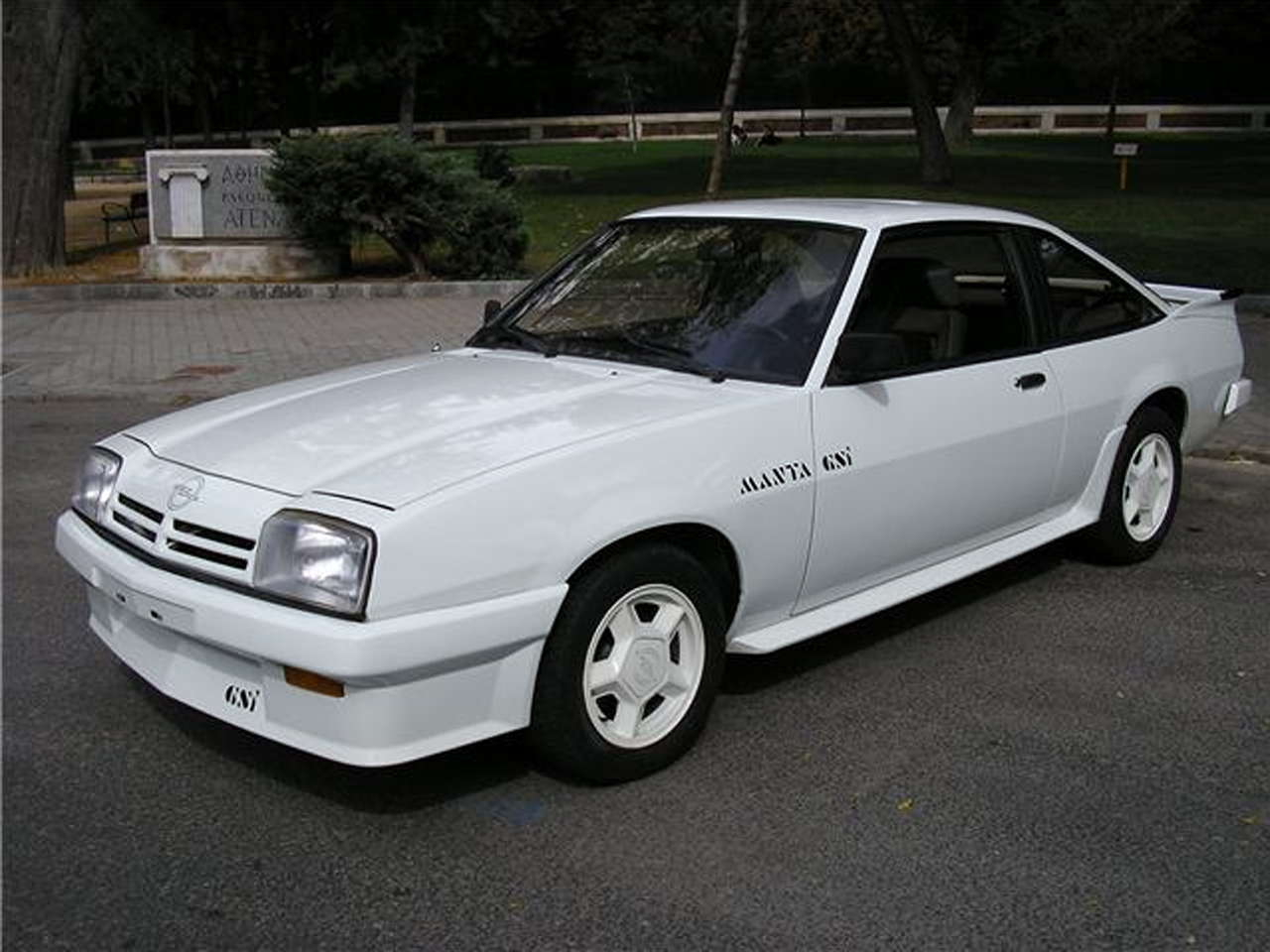
Una Manta GSi

Tutte queste motorizzazioni erano previste sia con carrozzeria coupé a 3 volumi, sia come fastback con portellone. Il cambio a 5 marce divenne di serie solo a partire dal settembre 1982 e solo in abbinamento con il 2 litri da 110 CV. Nel 1983 venne introdotta la Manta i200, una versione speciale, anch'essa mai considerata parte della gamma ufficiale, in cui il motore da 2 litri venne rivisto e modificato dalla Irmscher in modo da raggiungere una potenza massima di 125 CV. Di questa versione vennero prodotti 3.074 esemplari, ma ancor più rare furono le versioni successive, ossia la i240, con motore monoalbero da 2,4 litri e la i300, con motore da 3 litri mutuato dalla gamma Senator/Monza e potenza massima di 180 CV. Queste furono solo alcune delle fuoriserie elaborate dalla Irmscher e basate sulla Manta B. Maggiori informazioni sono raccolte nel paragrafo dedicato alle versioni Irmscher.
Nel 1987 la gamma venne ridotta ad una sola variante, la 2.0 GSi (che prese il posto della GT/E nel 1985), con motore 2 litri a iniezione da 110 CV. Se ordinata con marmitta catalitica, disponibile solo a richiesta, la potenza massima scendeva a 107 CV. Alla fine del 1988 la Manta B scomparve dai listini, sostituita l'anno dopo dalla Opel Calibra.

### LeManta Bpreparate da Irmscher

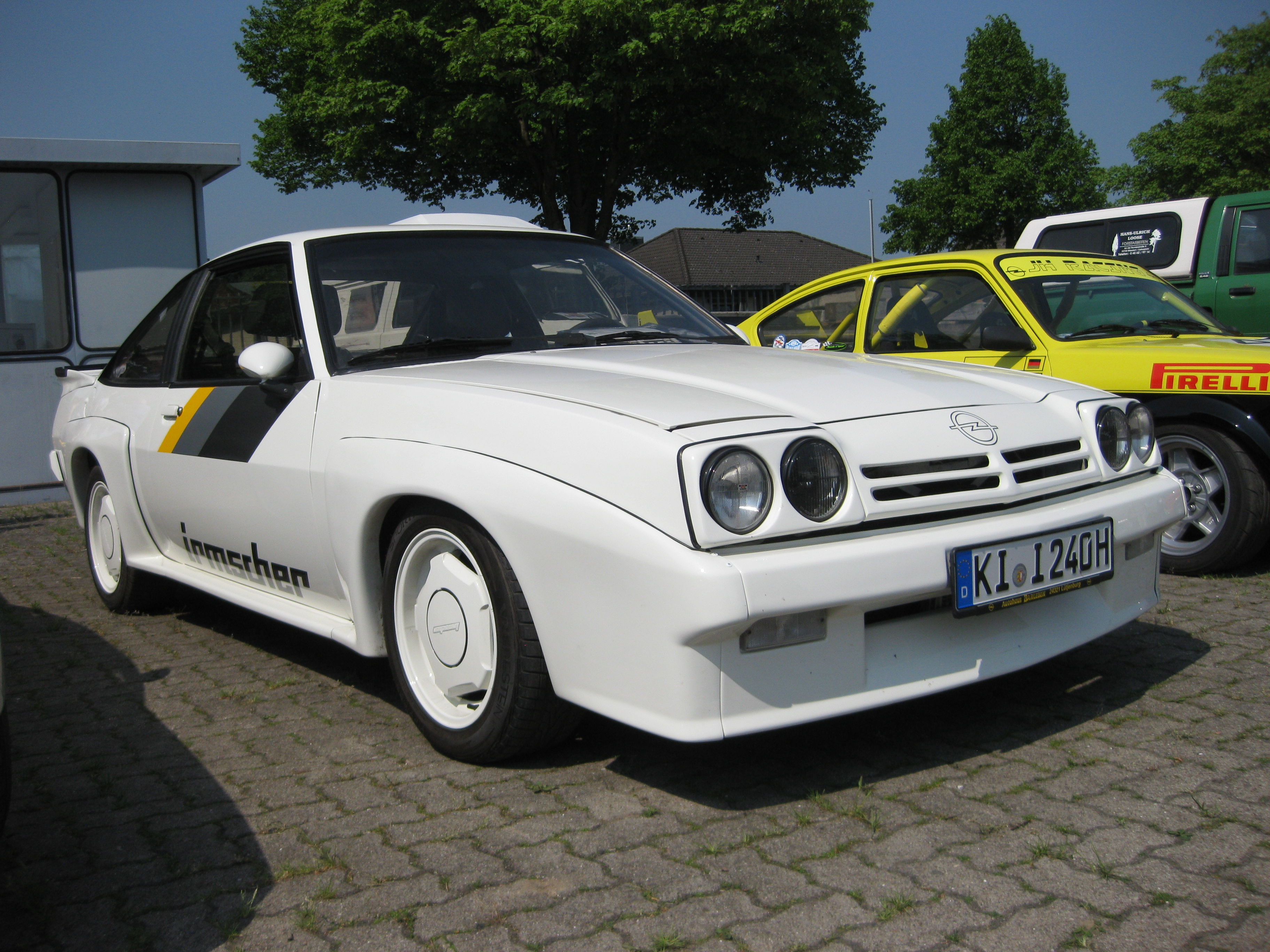
i300

Si è già fatto cenno ad alcune versioni fuoriserie realizzate dal preparatore tedesco Irmscher, da sempre specializzato in vetture Opel. In realtà, tali preparazioni, prodotte in piccole serie, furono ben di più, in alcuni casi destinate solo a mercati specifici o limitate a semplici personalizzazioni estetiche e di allestimento interno, ma nella maggior parte dei casi consistenti in veri e propri interventi meccanici e motoristici, volti a migliorare sensibilmente le prestazioni della coupé tedesca. Caratteristica comune a molte di queste realizzazioni fu l'assenza del nome Manta, ma anche del marchio Opel dalla denominazione ufficiale.
- i2800[6]: nel 1977 venne introdotta la prima fra le interpretazioni di Irmscher su base Manta B. Essa coniugava il corpo vettura di una Manta con il motore di una Commodore B, un 6 cilindri in linea da 2792 cm³, con potenza massima di 155 CV. La vettura era in grado di raggiungere una velocità massima di 212 km/h, con accelerazione da 0 a 100 km/h in 8"7. La i2800 era riconoscibile innanzitutto per i passaruota allargati in modo da ospitare gli pneumatici della misura 215/60 VR 13, ma anche per il paraurti anteriore ridisegnato e per lo spoiler posteriore. Inoltre, era possibile ordinare la i2800 anche in una sgargiante verniciatura a bande orizzontali blu, blu chiaro, celeste, verde chiaro e giallo, che valsero alle i2800 anche il soprannome di "uccello del paradiso". Prevista inizialmente in una tiratura di 100 esemplari, la i2800 non riuscì che a raggiungere quota 27 esemplari fra il 1977 ed il 1979 a causa del prezzo troppo elevato rispetto alla concorrenza.
- Manta "real"[7]: questa versione, che conservò il nome Manta, venne approntata nel 1981 e in pratica non era altro che una Manta GT/E con motore portato da 110 a 125 CV di potenza massima, con passaruota leggermente allargati per poter ospitare i nuovi pneumatici con misure 195/50 VR 15 oppure 205/50 VR 15, entrambi con canale da 7 pollici, e con allestimento interno (tra cui i sedili Recaro specifici) ed esterno (con kit adesivi specifico). Raggiungeva una velocità massima di 193 km/h e copriva lo scatto da 0 a 100 km/h in 9"3.

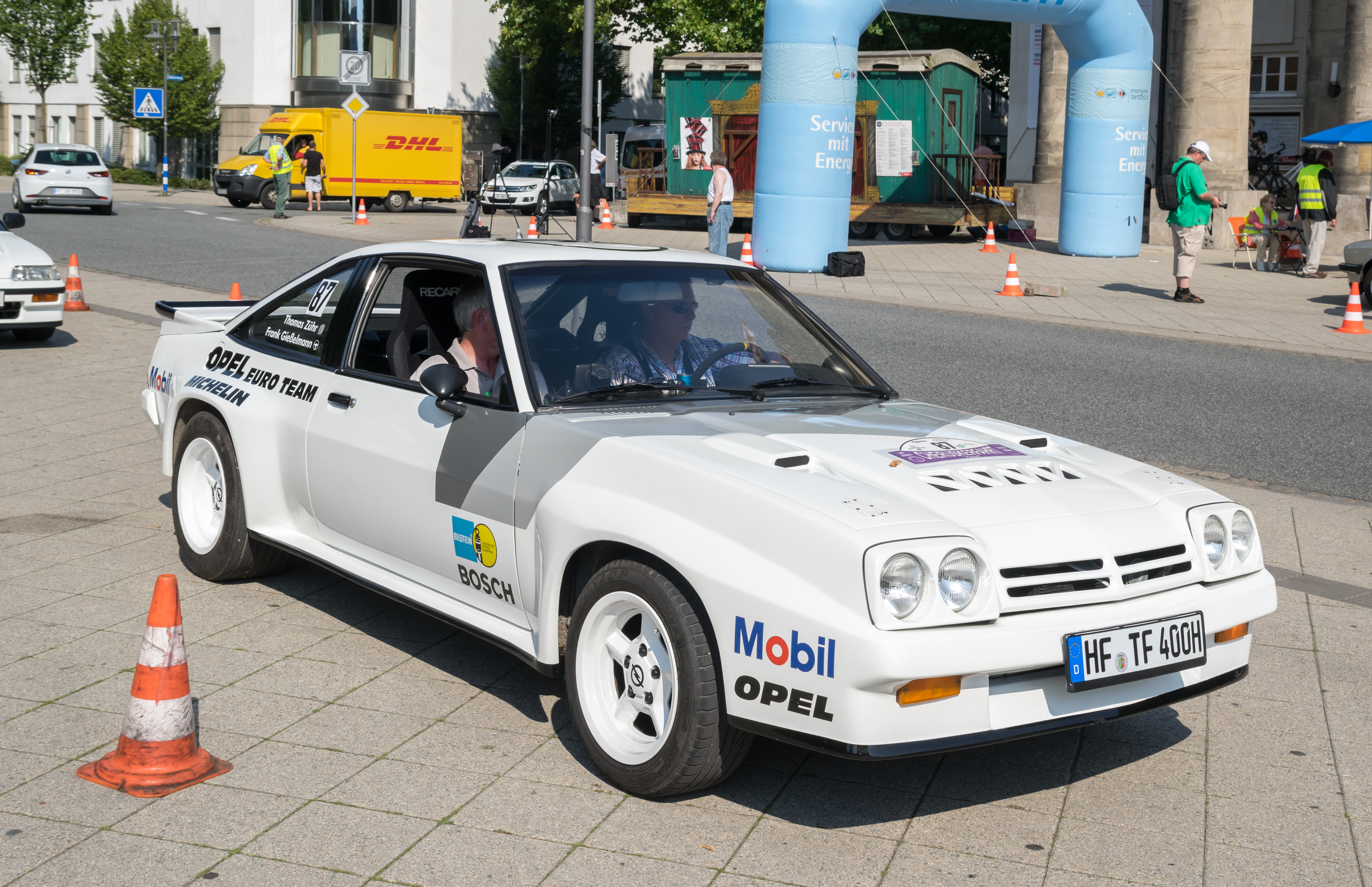
Una Manta 400 in versione stradale

- Manta 400: fu realizzata nell'ottobre del 1981, inizialmente solo ed esclusivamente per poter essere impiegata ufficialmente dalla Casa di Rüsselsheim nelle competizioni, mentre solo in un secondo tempo venne proposta anche in una particolare versione stradale. La versione da competizione era equipaggiata con un motore a iniezione di 2410 cm³ e con potenze di 280 CV o anche più. Il basamento era derivato dal motore Opel a gasolio da 2,3 litri, mentre la testata in alluminio era del tipo a 16 valvole e l'alimentazione era affidata a due carburatori doppio corpo Weber 50 DCOE. Presente anche un cambio a 5 marce ed un differenziale autobloccante ZF. La Manta 400 da gara partecipò, sostituendo l'omonima versione dell'Ascona, al Campionato del Mondo Rally a partire dal 1983 anche se non riuscì però a ripetere i brillanti successi internazionali di quest'ultima, complice la maggior competitività delle avversarie Audi e Lancia. Solamente Henri Toivonen riuscì ad aggiudicarsi il Manx Rally del 1983, anche se non valido per il Mondiale, e nel 1984 mancò per un soffio la vittoria al Rally Safari, dove arrivò seconda. Tuttavia ben figurò nel campionato inglese (con duelli tra i piloti Russel Brooks e Jimmy McRae, ambedue alla guida della Manta 400), francese (pilotata da Guy Fréquelin) e italiano dove i migliori suoi interpreti sono stati Dario Cerrato (che vinse il Rally di Piancavallo) e Federico Ormezzano (vinse il Rally Della Lana). Solo nel giugno 1982 la Manta 400 venne proposta anche in versione stradale, con motore ridimensionato a 144 CV e carrozzeria sportiva (spoiler, bandelle sottoporta, parafanghi con ampi codolini, alettone posteriore, strip nei colori Opel-Sport). In totale ne vennero prodotti 245 esemplari.

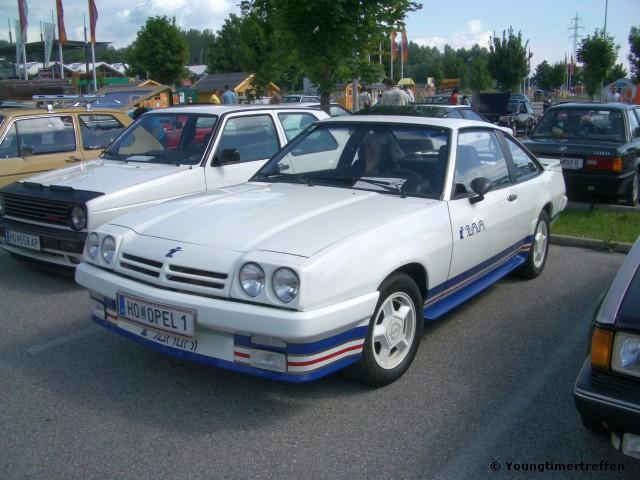
Una i200

- i200[8]: la i200 venne introdotta nel 1983 e fu anch'essa basata sulla GT/E come la Manta "real", dalla quale venne ripreso il motore da 125 CV e dalla quale si differenziava invece per il cambio a 5 marce, per i gruppi ottici anteriori sdoppiati, per gli adesivi identificativi sia dietro che sulle fiancate, per lo spoiler specifico e per i cerchi da 14 pollici che calzavano pneumatici da 195 mm di larghezza con spalla da 60. Come già detto in precedenza, questo modello venne prodotto in 3.074 esemplari.
- i240[9]: subito dopo la i200 comparve la i240, praticamente una i200, con motore da 2,4 litri simile a quello della Manta 400, ma con potenza massima ridotta a 136 CV. Esternamente somiglia alla contemporanea i300 (vedi più avanti) e come quest'ultima) venne proposta solo con carrozzeria dotata di passaruota notevolmente allargati. Gli pneumatici utilizzati erano della misura 225/50 VR 15. C'è molta incertezza su quanti esemplari ne siano stati prodotti: alcune fonti dichiarano circa 600 esemplari, mentre altre attestano una produzione di 300 unità ed altre ancora ne dichiarano ancor meno.
- i300: prodotta in soli 27 esemplari, la i300 è la più rara fra le Manta fuoriserie prodotte da Irmscher. Essa montava un 6 cilindri in linea da 2968 cm³, derivato direttamente dalla Opel Monza, ossia la coupé alto di gamma che la Casa di Rüsselsheim aveva in listino in quella prima metà degli anni '80. Tale motore erogava una potenza massima di 180 CV, rendendo così la i300 la più potente fra le Manta, ma anche la più veloce, con i suoi 220 km/h di allungo massimo. Esternamente la i300 era identica alla Manta 400, da cui si differenziava solo per le scritte identificative.
- Manta GSi Exklusiv: prodotta alla fine della carriera della Manta B, fu in pratica una Manta GSi con allestimento esterno ed interno firmato Irmscher, ma senza elaborazioni motoristiche, per cui il "cuore" di questa versione rimase sempre il 2 litri ad iniezione da 110 CV, mentre vennero montati fari anteriori tondi e sdoppiati, un alettone posteriore specifico, una banda orizzontale fra i gruppi ottici posteriori e nuovi cerchi in lega dal disegno specifico, nonché i sedili Recaro all'interno.

### Caratteristiche tecniche
Di seguito vengono riepilogate le caratteristiche tecniche relative alla gamma della Manta B nel corso della sua lunga carriera:
| Opel Manta B (1975-88)                              |                |        |                |                                         |                |                |                    |                    |              |                     |                    |                    |
| Modello                                             | Carrozzeria    | Motore | Cilindrata cm³ | Alimentazione                           | Potenza CV/rpm | Coppia Nm/rpm  | Cambio/ N°rapporti | Massa a vuoto (kg) | Velocità max | Acceler. 0–100 km/h | Consumo (l/100 km) | Anni di produzione |
| Manta 1.2                                           | Coupé 3 volumi | 12N    | 1196           | Carburatore Solex 35 PDSI               | 55/5400        | 83/3400        | Manuale 4 marce    | 925                | 138          | 20"5                | 9                  | 08/1976-02/1979    |
| Manta 1.2                                           | Fastback 3p    | 12N    | 1196           | Carburatore Solex 35 PDSI               | 55/5400        | 83/3400        | Manuale 4 marce    | 930                | 138          | 20"5                | 9                  | 09/1978-02/1979    |
| Manta 1.2 S                                         | Coupé 3 volumi | 12S    | 1196           | Carburatore Solex 35 PDSI               | 60/5400        | 90/ 2600-3400  | Manuale 4 marce    | 925                | 140          | 18"5                | 9                  | 08/1975-02/1979    |
| Manta 1.2 S                                         | Fastback 3p    | 12S    | 1196           | Carburatore Solex 35 PDSI               | 60/5400        | 90/ 2600-3400  | Manuale 4 marce    | 930                | 140          | 18"5                | 9                  | 09/1978-02/1979    |
| Manta 1.3                                           | Coupé 3 volumi | 13N    | 1297           | Carburatore Solex 35 PDSI               | 60/5800        | 94/3800        | Manuale 4 marce    | 925                | 144          | 19"                 | 10                 | 02/1979-03/1980    |
| Manta 1.3                                           | Fastback 3p    | 13N    | 1297           | Carburatore Solex 35 PDSI               | 60/5800        | 94/3800        | Manuale 4 marce    | 930                | 144          | 19"                 | 10                 | 02/1979-03/1980    |
| Manta 1.3 S                                         | Coupé 3 volumi | 13S    | 1297           | Carburatore GMF Varajet II              | 75/5800        | 96/4200        | Manuale 4 marce    | 925                | 155          | 17"                 | 10                 | 03/1980-09/1986    |
| Manta 1.3 S                                         | Fastback 3p    | 13S    | 1297           | Carburatore GMF Varajet II              | 75/5800        | 96/4200        | Manuale 4 marce    | 930                | 155          | 17"                 | 10                 | 03/1980-09/1986    |
| Manta 1.6                                           | Coupé 3 volumi | 16N    | 1584           | Carburatore Solex 35 PDSI               | 60/5000        | 105/ 3000-3400 | Manuale 4 marce    | 980                | 145          | 17"                 | 11                 | 09/1975-02/1980    |
| Manta 1.6                                           | Fastback 3p    | 16N    | 1584           | Carburatore Solex 35 PDSI               | 60/5000        | 105/ 3000-3400 | Manuale 4 marce    | 985                | 145          | 17"                 | 11                 | 09/1978-02/1980    |
| Manta 1.6 S                                         | Coupé 3 volumi | 16S    | 1584           | Carburatore Solex 32 DIDTA-4            | 75/5000        | 117/3800       | Manuale 4 marce    | 1.005              | 155          | 14"                 | 11,5               | 09/1975-08/1976    |
| Manta 1.8 S                                         | Coupé 3 volumi | 18S    | 1796           | Carburatore GMF Varajet II              | 90/5400        | 141/3200       | Manuale 4 marce    | 1.000              | 178          | 12"                 | 11                 | 03/1982-08/1987    |
| Manta 1.8 S                                         | Fastback 3p    | 18S    | 1796           | Carburatore GMF Varajet II              | 90/5400        | 141/3200       | Manuale 4 marce    | 1.025              | 178          | 12"                 | 11                 | 03/1982-08/1987    |
| Manta 1.9                                           | Coupé 3 volumi | 19N    | 1897           | Carburatore Solex 35 PDSI               | 75/4800        | 132/3400       | Manuale 4 marce    | 1.000              | 155          | 15"                 | 12                 | 08/1976-03/1980    |
| Manta 1.9                                           | Fastback 3p    | 19N    | 1897           | Carburatore Solex 35 PDSI               | 75/4800        | 132/3400       | Manuale 4 marce    | 1.030              | 155          | 15"                 | 12                 | 09/1978-03/1980    |
| Manta 1.9 S                                         | Coupé 3 volumi | 19S    | 1897           | Carburatore Zenith 35/40 INAT           | 90/4800        | 150/ 2600-3800 | Manuale 4 marce    | 1.000              | 165          | 12"                 | 11                 | 09/1975-05/1978    |
| Manta 1.9 GT/E                                      | Coupé 3 volumi | 19E    | 1897           | Iniezione elettronica Bosch L-Jetronic  | 105/5400       | 152/4200       | Manuale 4 marce    | 1.010              | 185          | 10"5                | 11,5               | 09/1975-08/1977    |
| Manta 2.0                                           | Coupé 3 volumi | 20N    | 1979           | Carburatore GMF Varajet II              | 90/5200        | 142/3800       | Manuale 4 marce    | 1.020              | 167          | 12"                 | 11                 | 05/1978-12/1980    |
| Manta 2.0                                           | Fastback 3p    | 20N    | 1979           | Carburatore GMF Varajet II              | 90/5200        | 142/3800       | Manuale 4 marce    | 1.030              | 167          | 12"                 | 11                 | 09/1978-12/1980    |
| Manta 2.0 S                                         | Coupé 3 volumi | 20S    | 1979           | Carburatore GMF Varajet II              | 100/5400       | 150/3800       | Manuale 4 marce    | 1.020              | 173          | 11"5                | 11,5               | 08/1977-08/1983    |
| Manta 2.0 S                                         | Fastback 3p    | 20S    | 1979           | Carburatore GMF Varajet II              | 100/5400       | 150/3800       | Manuale 4 marce    | 1.030              | 173          | 11"5                | 11,5               | 09/1978-08/1983    |
| Manta 2.0 GSi                                       | Coupé 3 volumi | 20E    | 1979           | Iniezione elettronica Bosch LE-Jetronic | 110/54001      | 159/3400       | Manuale 5 marce    | 1.065              | 187          | 10"5                | 11,5               | 04/1984-06/1988    |
| Manta 2.0 GSi                                       | Fastback 3p    | 20E    | 1979           | Iniezione elettronica Bosch LE-Jetronic | 110/54001      | 159/3400       | Manuale 5 marce    | 1.090              | 187          | 10"5                | 11,5               | 04/1984-06/1988    |
| Manta 2.0 GT/E                                      | Coupé 3 volumi | 20E    | 1979           | Iniezione elettronica Bosch L-Jetronic  | 110/54001      | 159/3400       | Manuale 4 marce    | 1.010              | 187          | 10"5                | 11,5               | 08/1977-08/1981    |
| Manta 2.0 GT/E                                      | Coupé 3 volumi | 20E    | 1979           | Iniezione elettronica Bosch LE-Jetronic | 110/54001      | 159/3400       | Manuale 4 marce    | 1.010              | 187          | 10"5                | 11,5               | 08/1981-08/1982    |
| Manta 2.0 GT/E                                      | Coupé 3 volumi | 20E    | 1979           | Iniezione elettronica Bosch LE-Jetronic | 110/54001      | 159/3400       | Manuale 5 marce    | 1.010              | 187          | 10"5                | 11,5               | 09/1982-08/1986    |
| Manta 2.0 GT/E                                      | Fastback 3p    | 20E    | 1979           | Iniezione elettronica Bosch L-Jetronic  | 110/54001      | 159/3400       | Manuale 4 marce    | 1.060              | 187          | 10"5                | 11,5               | 09/1978-08/1981    |
| Manta 2.0 GT/E                                      | Fastback 3p    | 20E    | 1979           | Iniezione elettronica Bosch LE-Jetronic | 110/54001      | 159/3400       | Manuale 4 marce    | 1.060              | 187          | 10"5                | 11,5               | 08/1981-08/1982    |
| Manta 2.0 GT/E                                      | Fastback 3p    | 20E    | 1979           | Iniezione elettronica Bosch LE-Jetronic | 110/54001      | 159/3400       | Manuale 5 marce    | 1.060              | 187          | 10"5                | 11,5               | 09/1982-08/1986    |
| Note: 1107 CV se con marmitta catalitica (optional) |                |        |                |                                         |                |                |                    |                    |              |                     |                    |                    |

## La concorrenza
La Manta A, che ebbe maggior successo della serie successiva (è stata prodotta, infatti, in un numero più o meno simile di esemplari, ma in un arco di tempo molto inferiore: 5 anni contro 13), si scontrò con la Ford Capri e con diversi modelli di produzione italiana, Alfa Romeo Giulia GT, Fiat 124 Sport Coupé e Lancia Fulvia Coupé. Soprattutto la sportiva Fiat, venduta ad un prezzo simile a quello della Manta, non diede molto spazio alla coupé Opel. Grazie al suo potente bialbero di 1,4 (90 CV), 1,6 e 1,8 litri (118 CV), la 124 Sport offriva prestazioni migliori e un'ottima abitabilità. La Manta A si divise quindi le briciole anche con altre coupé: Renault 15 e 17, Peugeot 304 Coupé e 504 Coupé.
Un discorso diverso vale, invece, per la Manta B che nacque dopo la crisi petrolifera del novembre 1973 (causata dalla guerra del Kippur). Quando venne presentata, la moda delle coupé, ritenute automobili frivole e inutilmente avide di prezioso carburante, era al tramonto e anche modelli affermati, come le Alfa Romeo Alfasud Sprint e Alfetta GT, la Lancia Beta Coupé e la seconda serie della Ford Capri, ebbero meno successo del previsto.
Quando la crisi energetica passò (anni '80) i gusti del pubblico erano orientati più verso le varianti sportive (le cosiddette "GTI") delle normali berline che verso le coupé.
Anche in Francia vi erano vetture che, per tipologia e prestazioni, costituivano dirette rivali dell'Opel Manta. In particolar modo, la Matra Murena e la Renault Fuego; la Matra Murena, delle due, era la più caratteristica, essendo basata su uno schema particolarmente evoluto.

## Manta GSe ElektroMOD

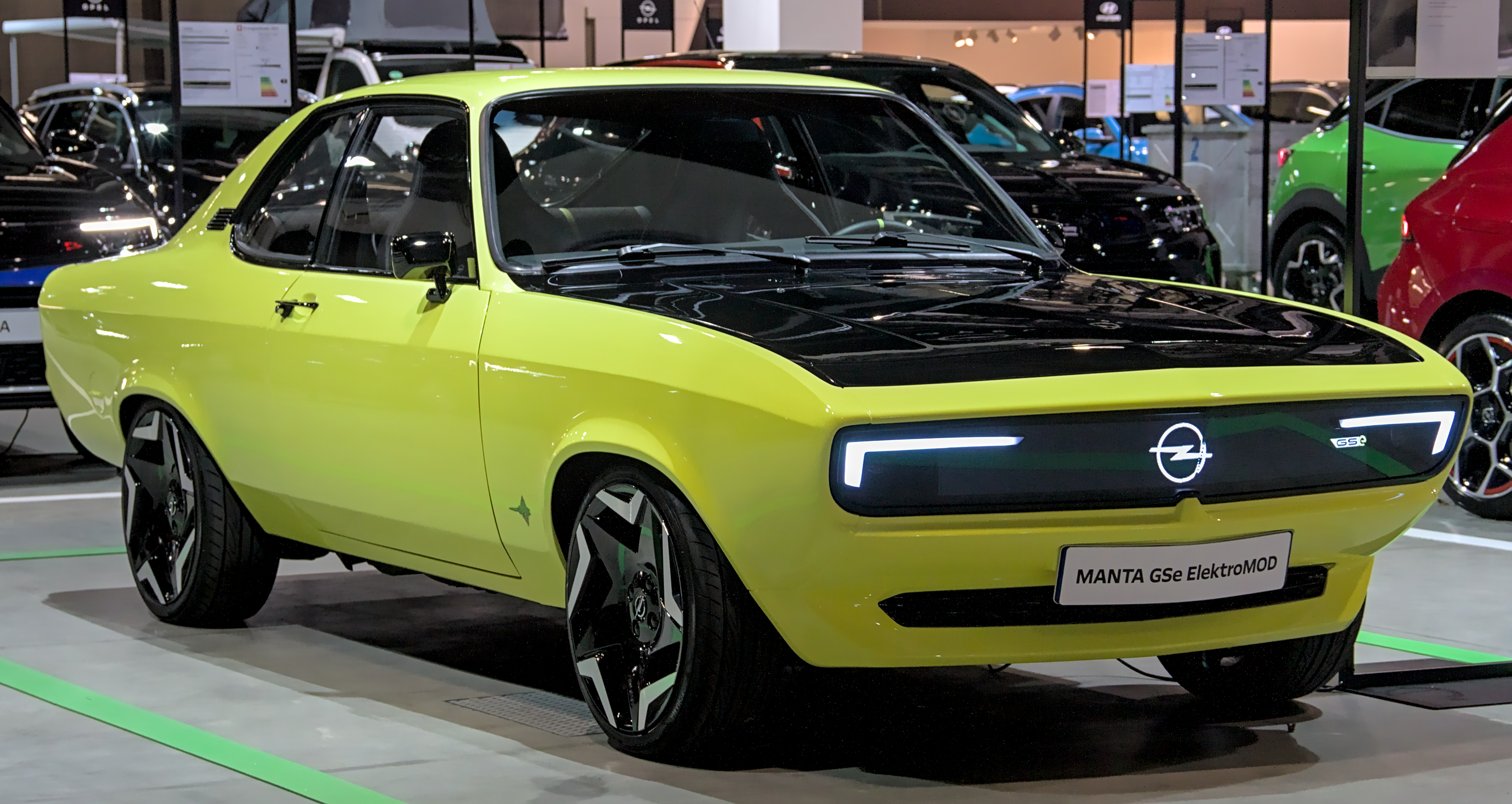
Manta GSe ElektroMOD

Nel settembre 2021 viene annunciata dai vertici della Opel la produzione di una versione completamente elettrica, proposta inizialmente come concept.
La Opel Manta GSe ElektroMOD monta un motore elettrico da 147 CV e 255 Nm di coppia massima rendendola la Manta più potente di sempre.